# Веляризований ясенний боковий апроксимант
Веляризований ясенний боковий апроксимант, який в деяких мовах і діалектах може бути фарингалізований, також відомий в англійській як темне л (англ. dark l) — тип приголосного звука, що існує в деяких мовах. Символ Міжнародного фонетичного алфавіту цього звука — ɫ, а відповідний символ X-SAMPA — 5.
В українській абетці, зокрема, її позначає літера Л перед приголосними, голосними а, е, о, у та наприкінці слова.
У багатьох слов'янських мовах унаслідок вокалізації л він перейшов у /ў/ (українська, польська, лужицькі мови) або ж в /o/ (сербська мова) в позиціях перед приголосними й наприкінці слова. Ця зміна зачепила не всі мови однаково, найбільшої ваги набувши в польській: там звук цей зник, а літера ł, що колись позначала його, тепер відповідає звукові /ў/ в усіх позиціях. Білоруська латинка натомість зберегла початкове фонетичне значення літери ł.

## Властивості
Властивості веляризованого ясенного бокового апроксиманта:
- Тип фонації — дзвінка, тобто голосові зв'язки вібрують під час вимови.
- Спосіб творення — апроксимант, тобто один артикулятор наближається до іншого, утворюючи щілину, але недостатньо вузьку для спричинення турбулентності.
- Місце творення — ясенне, тобто він артикулюється кінчиком, або (рідше) передньою спинкою язика проти ясенного горбика, і є відповідно апікальним, або ламінальним. Він також має додаткову артикуляцію веляризацію або фарингалізацію, тобто відповідно задня частина язика наближається до м'якого піднебіння, або ж корінь язика наближається до задньої стінки глотки.
- Це ротовий приголосний, тобто повітря виходить крізь рот.
- Це боковий приголосний, тобто повітря проходить по боках язика, а не по центру.
- Механізм передачі повітря — егресивний легеневий, тобто під час артикуляції повітря виштовхується крізь голосовий тракт з легенів, а не з гортані, чи з рота.